# Jens Eriksen
Jens Eriksen (* 30. Dezember 1969 in Glostrup) ist ein dänischer Badmintonspieler.

## Karriere
1994 wurde Jens Eriksen mit seinem Partner Christian Jakobsen bei den Europameisterschaften im Herrendoppel Gewinner der Bronzemedaille. 1997 gewann Eriksen zusammen mit Jesper Larsen das Herrendoppel der German Open. Außerdem wurde er zusammen mit Marlene Thomsen auch noch Sieger der Mixedkonkurrenz bei dieser Veranstaltung. 1999 wurden die beiden Sieger des Herrendoppels bei den Swiss Open in Basel.
2000 wurde er zusammen mit seinem Partner Jesper Larsen Europameister im Herrendoppel. In der Mixedkonkurrenz bei derselben Veranstaltung kam er mit Mette Schjoldager in das Finale, das die beiden aber gegen die auch dänische Paarung Michael Søgaard und Rikke Olsen verloren. Im Mixed gewann er zusammen mit seiner Partnerin Mette Schjoldager die Swiss Open 2001 und 2003. 2002 und 2004 verteidigte er mit seinem neuen Partner Martin Lundgaard Hansen seinen Titel als Europameister im Herrendoppel. Mette Schjoldager und Jens wurden 2002 gegen Gail Emms und Nathan Robertson auch Europameister im Mixed. Diesen Titel konnten die beiden allerdings 2004 nicht erfolgreich verteidigen, es reichte nur für die Bronzemedaille.
Er spielte Badminton bei Olympia 2004 im Herrendoppel und im Mixed. Im Herrendoppel hatten Eriksen und sein Partner Martin Lundgaard Hansen ein Freilos in der ersten Runde und bezwangen in der zweiten Runde Howard Bach und Kevin Han aus den USA. Im Viertelfinale schlugen sie Fu Haifeng und Cai Yun aus China mit 3:15, 15:11, 15:8. Im Halbfinale unterlagen sie dann Lee Dong-soo und Yoo Yong-sung aus Südkorea mit 9:15, 15:5, 15:3 und auch das Match um die Bronzemedaille gegen Eng Hian und Flandy Limpele aus Indonesien mit 15:13, 15:7, und wurden so schließlich Vierte.
Im Mixed-Wettbewerb spielte er mit seiner Partnerin Mette Schjoldager. Sie bezwangen Svetoslav Stoyanov und Victoria Wright aus Frankreich in der ersten und Kim Yong-hyun und Lee Hyo-jung aus Südkorea in der zweiten Runde. Im Viertelfinale schlugen sie Nova Widianto und Vita Marissa aus Indonesien mit 15:12, 15:8, um ins Halbfinale vorzudringen. Dort verloren sie gegen Zhang Jun und Gao Ling aus China mit 15:9, 15:5. Im Match um die Bronzemedaille bezwangen sie die dänischen Landsleute Jonas Rasmussen und Rikke Olsen mit 15:5, 15:5, und gewannen die Bronzemedaille. Eriksen verpasste die Chance, als erster dänischer Sportler seit 20 Jahren (seit Henning Lynge Jakobsen 1984) zwei Medaillen bei denselben Olympischen Sommerspielen zu gewinnen.
Auch 2006 konnte er seinen Titel als Europameister im Herrendoppel mit Martin Lundgaard erfolgreich verteidigen. Im Mixed wurde er 2006 zusammen mit Mette gegen die Gegner Kamilla Rytter Juhl und Thomas Laybourn aus gleichem Lande Silbermedaillengewinner. Er gewann dreimal den dänischen Mixed-Titel und zweimal den dänischen Doppel-Titel. 2008 wurde er mit der dänischen Nationalmannschaft der Herren im Badminton Europameister bei den Mannschaftseuropameisterschaften in Almere. Bei den dänischen Badmintonmeisterschaften 2008 wurde Jens Eriksen mit seinem Partner Martin Lundgaard-Hansen Vizemeister. Beide verloren im Finale gegen die Doppelweltmeister von 2003 Jonas Rasmussen und Lars Paaske in zwei Sätzen.

## Wissenswertes
Seine Eltern, Birgit und Bjarne Eriksen, sind als Linienrichter bei internationalen Badmintonturnieren tätig.